# Víctor Hugo Morales
Pour les articles homonymes, voir Victor Hugo (homonymie) et Morales.
Víctor Hugo Morales (Uruguay, 1947) est un journaliste, animateur de radio et écrivain uruguayen installé et actif en Argentine depuis 1981.
Journaliste politique et musical, il est surtout connu pour son travail de commentateur de matches de football — en particulier pour sa tirade en direct lors du « But du siècle » de Diego Maradona du quart de finale entre l'Argentine et l'Angleterre du Mondial 1986 —, à tel point qu'il est parfois considéré comme « la quintessence du narrateur sportif hispanophone ».

## Biographie

### En Uruguay
Víctor Hugo Morales naît à Cardona, dans le département de Soriano, en Uruguay, le 26 ou le 30 décembre 1947.
Il grandit et commence sa carrière radiophonique en Uruguay, mais fuit le pays pour l'Argentine en 1981, s'estimant persécuté par la dictature militaire de l'Uruguay.

### Carrière de journaliste
Journaliste, il est chroniqueur pour le journal Perfil, notamment.

### Carrière d'animateur de radio

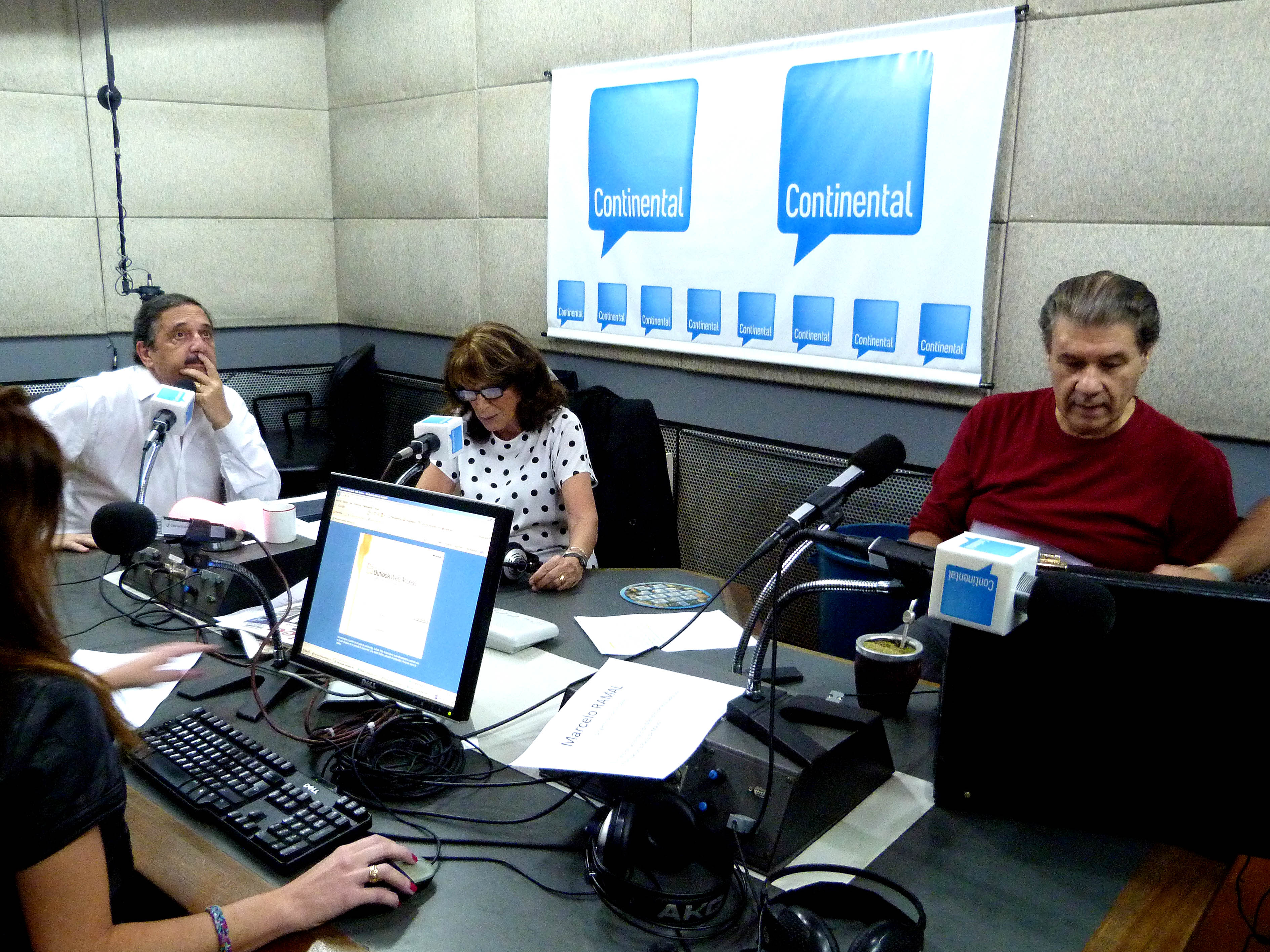
Víctor Hugo Morales dans les studios de Radio Continental en 2010, avec l'homme politique Ricardo Alfonsín à gauche et la journaliste et écrivaine Magdalena Ruiz Guiñazú au milieu.

Morales est notamment l'animateur et commentateur du programme Competencia sur Radio Continental. Il coanime avec Roberto Perfumo l'émission Hablemos de futbol, sur ESPN.
Dans les années 1990-2010, il tient plusieurs programmes de façon non rémunérée pour la radio publique argentine, dans Radio Nacional (El primer clásico — qu'il tient aussi sur Radio Clásica Uruguay (es) et qui traite de musique classique et de tango —), FM Clásica Nacional (A título personal) et sur la chaîne de télévision DeportTV (Fútbol Compacto),. Il a également collaboré pour Canal 13, Canal 9, Canal 7, Canal (á) ainsi que dans des émissions de télévision d'Uruguay.
Il est surtout connu pour ses commentaires en direct de matches de football, dont il a couvert les coupes du monde de 1978 à 2006. Il est notamment l'auteur des surnoms « El Príncipe » (Le Prince) pour désigner Enzo Francescoli et « Barrilete cósmico » pour désigner Diego Maradona, des surnoms qui sont restés dans le folklore du football, et est connu en Argentine pour certaines de ses expressions, comme « ta-ta-ta-ta » ; « no quieran saber, no lo pregunten a nadie » (si vous ne voulez pas savoir, ne demandez à personne), notamment.
En 2018, il couvre la Coupe du monde pour la chaîne vénézuélienne Tele Sur et présente une animation quotidienne avec Diego Maradona.

### Le But du siècle
Víctor Hugo Morales a commenté de nombreux matches, mais sa carrière est liée à celle de Diego Maradona, avec qui il a maintenu de très forts liens professionnels : il a commenté le premier match de l'Argentin sous le maillot de Boca Juniors en 1981 et se fait déjà remarquer pour sa description d'un pénalty tiré lentement par Maradona dont le « ballon a échappé comme une larme »,.
Morales acquiert une reconnaissance internationale grâce à ses commentaires en direct à la Radio Argentina (es) lors du quart de finale entre l'Argentine et l'Angleterre du Mondial 1986, quand Diego Maradona traverse toute la défense anglaise pour marquer le deuxième but,,, :

« Il va la jouer pour Diego, voilà Maradona, il est marqué par deux joueurs, il met le pied sur le ballon, Maradona, le génie du football mondial commence par la droite, il quitte le centre du terrain et va jouer pour Burruchaga... Toujours Maradona ! Génie ! Génie ! Génie ! Ta-ta-ta-ta-ta-ta-ta-ta... Gooooool... Gooooool... Je vais pleurer ! Bon Dieu, vive le football ! Golaaazooo ! Diegoooooool ! Maradona ! C'est à en pleurer, pardonnez-moi... Maradona, dans une course mémorable, dans la meilleure action de tous les temps... Cerf-volant cosmique... De quelle planète es-tu venu pour laisser autant d'Anglais derrière toi, pour que le pays soit un poing serré qui crie pour l'Argentine ? Argentine 2 - Angleterre 0. Diegol, Diegol, Diego Armando Maradona... Dieu merci, pour le football, pour Maradona, pour ces larmes, pour ce Argentine 2 - Angleterre 0. »

Morales devient une « légende continentale » pour ce commentaire « épique » qui demeure associé au but de Maradona,,,.

## Publications
- (es) Del porteñazo al Perú, Caracas : Domingo Fuentes, 1971, roman (OCLC 637786517).
- (es) El intruso, Montevideo : Ediciones de la Plaza, 1979, roman (OCLC 948426061).
- (es) Un grito en el desierto, Buenos Aires : Editorial Sudamericana, 1998, roman  (ISBN 950-07-1374-8).
- (es) Dos generaciones frente a frente : 1962-1992, Caracas : Ed. de la Asamblea Naciónal, 2003, essai  (ISBN 9789800782101).
- (es) Hablemos de fútbol, Buenos Aires : Editorial Planeta, 2006, essai  (ISBN 950-49-1481-0)Écrit avec Roberto Perfumo.
- (es) Hablemos de fútbol, Buenos Aires : Booket, 2007, essai  (ISBN 978-987-580-181-3)Écrit avec Roberto Perfumo.
- (es) Víctor Hugo × Víctor Hugo Morales, Buenos Aires : Editorial Sudamericana, 2009, autobiographie  (ISBN 978-9974-683-14-3).
- (es) Barrilete cósmico (el relato completo), Buenos Aires : Interzona, 2013, retranscription d'émission de radio  (ISBN 978-987-1920-26-6).
- (es) Audiencia con el diablo: retrato de una época de política, periodismo y poder, Buenos Aires : Aguilar, 2014, essai  (ISBN 978-987-04-3448-1).
- (es) Mentime que me gusta: de los intereses del periodismo al autoengaño del lector, Buenos Aires : Aguilar, 2015, essai  (ISBN 9789877350302)Écrit avec Nadia Lihuel.
- (es) El rebenque del diablo: Cablevisión y yo : la guerra del fútbol y la justicia para pocos, Buenos Aires : Ediciones Colihue, 2015, essaiÉcrit avec Diego Tomasi.
- (es) Mentir a diario, Buenos Aires : Ediciones Colihue, 2016, essai  (ISBN 978-987-684-269-3)Écrit avec Mateo Grille.
- (es) Papel Prensa : el grupo de tareas : medios, jueces y militares en la mayor estafa del país, Buenos Aires : Ediciones Colihue, 2017, essai  (ISBN 9789876842754).
- (es) La herida azul: (intención poética), Buenos Aires : Ediciones Colihue, 2017, recueil de poésie  (ISBN 978-987-684-292-1).
- (es) Papel Prensa : el grupo de tareas : medios, jueces y militares en la mayor estafa del país, Buenos Aires : Ediciones Colihue, 2017, essai  (ISBN 9789876842754).
- (es) Demanda contra demanda : Magnetto vs. Víctor Hugo : periodismo, honor, justicia, ética, libertad de expresión, Ediciones Colihue, 2018, essai  (ISBN 978-987-684-287-7).
- (es) Textualidades : la defensa de los sueños de siempre, Ediciones Colihue, 2018, essai  (ISBN 9789876842792).

## Documentaire
Víctor Hugo Morales participe à plusieurs chapitres d'une série documentaire intitulée Historia del trabajo en la Argentina, 1810-2010 (Buenos Aires : INCAA y Caras & Caretas, 2010) :
- La Argentina agroganadera. Capítulo 1 (1810-1890) (OCLC 851692348)
- Organización popular y obrera. Capítulo 2 (1890-1910) (OCLC 851653576)
- Crisis polítical, sindicatos y represión. Capítulo 3 (1910-1930) (OCLC 851653577)
- Derechos del trabajador. Capítulo 7 (1949-1951) (OCLC 871021898)

## Prix et reconnaissance
Morales reçoit le prix Konex de platine à deux reprises : en 2001 et 2007.
Il reçoit aussi le prix Rodolfo Walsh, octroyé par la Faculté de Journalisme pour le programme radio De Zurda, mené avec Maradona.